# Михеево (Выборская волость)
Михеево — деревня Новоржевского района Псковской области. Входит в состав сельского поселения Выборской волости.
Деревня расположена между правым берегом реки Сороти. Рядом находится Клескалово Новоржевского района Псковской области. Ранее Михеево обладало статусом села, так как имело церковь с приходом погоста Михеево церковь Казанской иконы Божией Матери.
Численность населения села на 1872-77 г.г. составляла 5 дворов, 15 жителей мужского пола, 30 жителей женского пола.
До упразднения в 2015 году входила в состав Вёскинской волости, потом включена в Выборгскую волость.

## Население
| 2001 | 2002 | 2010 |
| ---- | ---- | ---- |
| 5    | →5   | ↘1   |